# ذراع الحروضي (يهر)

تعديل مصدري - تعديل

ذراع الحروضي هي إحدى قرى عزلة يهر بمديرية يهر التابعة لمحافظة لحج، بلغ تعداد سكانها 51 نسمة حسب تعداد اليمن لعام 2004.